# Cyphonoxia
Cyphonoxia  es un género de coleópteros escarabeidos.

## Especies
- Cyphonoxia brenskei
- Cyphonoxia buettikeri	Sabatinelli & Pontuale 1998
- Cyphonoxia delhiensis	Anand 1988
- Cyphonoxia gitashri	Mittal 1988
- Cyphonoxia glasunowi	Sem.
- Cyphonoxia haarlovi	Petrovitz 1955
- Cyphonoxia kermanensis
- Cyphonoxia maljuzjenkoi	Zaitzev 1928
- Cyphonoxia praestabilis	Reitier
- Cyphonoxia tatianae
- Cyphonoxia zarudnyi
- Cyphonoxia zemindar